# Diego Areco
Diego Daniel Areco Sayas (San Lorenzo, 5 de noviembre de 1992) es un futbolista paraguayo que juega de delantero. Actualmente milita en Colegiales de la División Intermedia.

## Clubes
| Club                 | País        | Año               |
| -------------------- | ----------- | ----------------- |
| Libertad (reserva)   | Paraguay    | 2012 - 2013       |
| General Caballero ZC | Paraguay    | 2014 - 2015       |
| Deportivo Santaní    | Paraguay    | 2016              |
| Guaireña FC          | Paraguay    | 2017              |
| Deportes Quindío     | Colombia    | 2017 - 2018       |
| Guaireña FC          | Paraguay    | 2018              |
| R.I. 3 Corrales      | Paraguay    | 2019              |
| Jocoro               | El Salvador | 2019 - 2020       |
| FAS                  | El Salvador | 2020              |
| Santa Tecla          | El Salvador | 2021              |
| Jocoro               | El Salvador | 2021              |
| Managua FC           | Nicaragua   | 2022              |
| Colegiales           | Paraguay    | 2023 - Actualidad |